# سونيا دي لينارت
سونيا دي لينارت (بالألمانية: Sonja de Lennart)‏ هي مصممة أزياء ألمانية، ولدت في 21 مايو 1920.